# 法羅群島國教會
法羅群島國教會（Fólkakirkjan）是世界規模最小的一個國教會之一。在2007年7月29日之前，法羅群島教會是信義宗丹麥教會的下屬教區之一。法羅群島83%的人口是法羅群島教會的信徒。

## 现任领导人
现任的主教（首席牧师）是 Jógvan Fríðriksson牧师。教务长是受人尊敬的Naes牧师。 从古至今，都保持有大约二十五名牧师为法罗群岛教会的教会服务。